# Trofeo Alfredo Binda - Comune di Cittiglio 2023
Il Trofeo Alfredo Binda - Comune di Cittiglio 2023, quarantasettesima edizione della corsa e valevole come settima prova dell'UCI Women's World Tour 2023 categoria 1.WWT, si svolse il 19 marzo 2023 su un percorso di 139 km, con partenza da Maccagno con Pino e Veddasca e arrivo a Cittiglio, in Italia. La vittoria andò all'olandese Shirin van Anrooij, la quale completò il percorso in 3h39'32", alla media di 37,99 km/h, precedendo le italiane Elisa Balsamo e Vittoria Guazzini.
Sul traguardo di Cittiglio 72 cicliste, delle 135 partite da Maccagno con Pino e Veddasca, portarono a termine la competizione.

## Squadre e corridori partecipanti
| N.      | Cod. | Squadra                    |
| ------- | ---- | -------------------------- |
| 1-5     | TFS  | Trek-Segafredo             |
| 11-15   | SDW  | Team SD Worx               |
| 21-26   | UAD  | UAE Team ADQ               |
| 31-36   | JVW  | Team Jumbo-Visma           |
| 41-46   | FDJ  | FDJ-Suez                   |
| 51-56   | DSM  | Team DSM                   |
| 61-66   | CSR  | Canyon-SRAM Racing         |
| 71-76   | LIV  | Liv Racing TeqFind         |
| 81-86   | JAY  | Team Jayco AlUla           |
| 91-95   | MOV  | Movistar Team Women        |
| 101-106 | FED  | Fenix-Deceuninck           |
| 111-116 | CGS  | Israel Premier Tech Roland |

| N.      | Cod. | Squadra                         |
| ------- | ---- | ------------------------------- |
| 121-125 | WNT  | Ceratizit-WNT Pro Cycling       |
| 131-136 | ZAF  | Zaaf Cycling Team               |
| 141-146 | AGS  | AG Insurance-Soudal Quick-Step  |
| 151-155 | LKF  | Laboral Kutxa Fundación Euskadi |
| 161-165 | MAT  | Massi-Tactic Women Team         |
| 171-176 | VAI  | Aromitalia-Basso Bikes-Vaiano   |
| 181-186 | BPK  | BePink                          |
| 191-196 | BTW  | Born To Win G20 Ambedo          |
| 201-206 | SBT  | Isolmant-Premac-Vittoria        |
| 211-216 | MDS  | Team Mendelspeck                |
| 221-226 | TOP  | Top Girls Fassa Bortolo         |
| 231-236 | GBJ  | Team Piemonte Pedale Castanese  |

## Ordine d'arrivo (Top 10)
| Pos. | Corridore          | Squadra      | Tempo    |
| ---- | ------------------ | ------------ | -------- |
| 1    | Shirin van Anrooij | Trek         | 3h39'32" |
| 2    | Elisa Balsamo      | Trek         | a 23"    |
| 3    | Vittoria Guazzini  | FDJ-Suez     | s.t.     |
| 4    | Arlenis Sierra     | Movistar     | s.t.     |
| 5    | Soraya Paladin     | Canyon       | s.t.     |
| 6    | Silvia Persico     | UAE ADQ      | s.t.     |
| 7    | Elise Uijen        | DSM          | s.t.     |
| 8    | Justine Ghekiere   | AG Insurance | s.t.     |
| 9    | Claire Steels      | Israel       | s.t.     |
| 10   | Mavi García        | UAE ADQ      | s.t.     |